# Ossé
Ossé foi uma comuna francesa na região administrativa da Bretanha, no departamento Ille-et-Vilaine. Estendia-se por uma área de 9,04 km². Em 2010 a comuna tinha 1 179 habitantes (densidade: 130,4 hab./km²).
Em 1 de janeiro de 2017, passou a formar parte da comuna de Châteaugiron.